# Rémi Pillot
Rémi Pillot, né le 27 juillet 1990 à Besançon dans le Doubs, est un footballeur français qui évolue au poste de gardien de but pour le Racing Besançon.

## Biographie

### En club

#### Formation
Rémi Pillot commence le foot à l'âge de six ans au FC Montfaucon-Morre-Gennes où il joue pendant sept ans avant de rejoindre rejoint les équipes jeunes du Racing Besançon. Il passe trois saisons dans le club bisontin avant de rejoindre le centre de formation de l'AS Nancy-Lorraine en 2006 qui évolue en Ligue 1. Il commence à évoluer avec les équipes jeunes avant d'intégrer l'équipe réserve. En 2009, il devient le troisième gardien de l'équipe fanion, il est pour la première fois sur le banc contre le FC Lorient lors de la 9e journée de Ligue 1. En trois saisons, il est plus d'une vingtaine de fois sur le banc en championnat ou en coupes mais n'évolue jamais sous les couleurs de l'équipe première.

#### KV Courtrai (2012-2016)
Il décide finalement de quitter le club et de partir en Belgique, en s’engageant en faveur du KV Courtrai en 2012, qui évolue en Jupiler League, première division belge. Il est la doublure de Darren Keet et joue tous les matchs de Coupe de Belgique jusqu'à l’élimination en demi finale contre le Cercle Bruges KSV. Il ne prend cependant part à aucun match de championnat mais il joue le dernier match de play-offs 2 contre le Lierse SK. Les trois saisons suivantes, il ne joue aucun match et n'est pas toujours second gardien dans la hiérarchie en concurrence avec Laurent Henkinet puis Michalis Sifakis.

#### LB Châteauroux (2016-2021)
En 2016, il rejoint La Berrichonne de Châteauroux qui évolue en troisième division française pour quatre saisons. Il est titulaire pour la première fois le 23 août lors d'un matche de Coupe de la Ligue contre Le Havre AC. Il joue la Coupe de France notamment contre le FC Lorient qui évolue en Ligue 1 et prend une place de titulaire à partir de février en championnat. Il prend part à quatorze matchs de championnat et permet au club de finir champion et d’accéder à la Ligue 2.
Il joue peu la première saison à l’échelon supérieur, seulement neuf matchs de championnat et un match de coupe, barré par Mouez Hassen prêté par l'OGC Nice. La saison suivante, il est concurrence avec José Contreras qui joue les premières journées mais devient rapidement titulaire. La saison 2019-2020 est plus contrastée,il est titulaire lors des douze première rencontres avant de se blesser et de se faire opérer d'une pubalgie. Le club recrute Julien Fabri au Stade brestois 29 où il est troisième gardien pour pallier sa blessure, mais à son retour, il ne reprend pas la place de titulaire à Fabri qui s'est imposé entre-temps.

### En sélection
Il est appelé en équipe de France moins de 19 ans en 2009 et joue son premier match lors d'une victoire sept à zéro contre la Finlande. Il est appelé par Jean Gallice pour participer à l'Euro 2009 où il joue trois des quatre matchs de l'équipe de France qui est éliminé en demi-finale de la compétition par l'Angleterre.
En mai 2010, il est joue ces deux premiers matchs en équipe de France moins de 20 ans lors de deux matchs amicaux contre le Japon et la Côte d'Ivoire.

## Statistiques
Le tableau ci-dessous retrace la carrière de Rémi Pillot depuis ses débuts :
| Saison                | Club                  | Championnat           | Championnat | Championnat | Coupe nationale | Coupe nationale | Coupe de la Ligue | Coupe de la Ligue | Compétition(s) continentale(s) | Compétition(s) continentale(s) | Compétition(s) continentale(s) | Total | Total |
| Saison                | Club                  | Division              | M.          | B.          | M.              | B.              | M.                | B.                | Comp.                          | M.                             | B.                             | M.    | B.    |
| 2012-2013             | KV Courtrai           | Pro League            | 1           | 0           | 6               | 0               | -                 | -                 | -                              | -                              | -                              | 7     | 0     |
| 2013-2014             | KV Courtrai           | Pro League            | 0           | 0           | 0               | 0               | -                 | -                 | -                              | -                              | -                              | 0     | 0     |
| 2014-2015             | KV Courtrai           | Pro League            | 0           | 0           | 0               | 0               | -                 | -                 | -                              | -                              | -                              | 0     | 0     |
| 2015-2016             | KV Courtrai           | Pro League            | 0           | 0           | 0               | 0               | -                 | -                 | -                              | -                              | -                              | 0     | 0     |
| Sous-total            | Sous-total            | Sous-total            | 1           | 0           | 6               | 0               | -                 | -                 | -                              | -                              | -                              | 7     | 0     |
| 2016-2017             | LB Châteauroux        | National              | 14          | 0           | 5               | 0               | 1                 | 0                 | -                              | -                              | -                              | 20    | 0     |
| 2017-2018             | LB Châteauroux        | Ligue 2               | 9           | 0           | 1               | 0               | 0                 | 0                 | -                              | -                              | -                              | 10    | 0     |
| 2018-2019             | LB Châteauroux        | Ligue 2               | 31          | 0           | 0               | 0               | 2                 | 0                 | -                              | -                              | -                              | 33    | 0     |
| 2019-2020             | LB Châteauroux        | Ligue 2               | 14          | 0           | 0               | 0               | 0                 | 0                 | -                              | -                              | -                              | 14    | 0     |
| 2020-2021             | LB Châteauroux        | Ligue 2               | 2           | 0           | 0               | 0               | -                 | -                 | -                              | -                              | -                              | 2     | 0     |
| Sous-total            | Sous-total            | Sous-total            | 70          | 0           | 6               | 0               | 3                 | 0                 | -                              | -                              | -                              | 79    | 0     |
| 2021-2022             | Les Herbiers VF       | National 2            | 1           | 0           | 0               | 0               | -                 | -                 | -                              | -                              | -                              | 1     | 0     |
| Sous-total            | Sous-total            | Sous-total            | 1           | 0           | 0               | 0               | -                 | -                 | -                              | -                              | -                              | 1     | 0     |
| Total sur la carrière | Total sur la carrière | Total sur la carrière | 72          | 0           | 12              | 0               | 3                 | 0                 | -                              | -                              | -                              | 87    | 0     |

## Palmarès
En 2016, il est champion de France de National (3e division) sous les couleurs de La Berrichonne de Châteauroux.